# Luciana dos Santos
Luciana Alves dos Santos (* 10. Februar 1970 in Ilhéus) ist eine ehemalige brasilianische Leichtathletin, die im Weit- und Dreisprung an den Start ging. Sie wurde Südamerikameisterin im Weit- und Dreisprung sowie in der 4-mal-100-Meter-Staffel und zählte in den 90er und 2000er Jahren zu den erfolgreichsten Leichtathletinnen ihres Landes.

## Sportliche Laufbahn
Erste internationale Erfahrungen sammelte Luciana dos Santos vermutlich im Jahr 1989, als sie bei den Juniorensüdamerikameisterschaften in Montevideo mit 5,64 m die Bronzemedaille im Weitsprung gewann. 1991 gewann sie bei den Südamerikameisterschaften in Manaus mit 5,78 m die Silbermedaille hinter ihrer Landsfrau Rita Slompo. 1994 gewann sie bei den Ibero-Amerikanischen Meisterschaften in Mar del Plata mit 6,18 m die Silbermedaille hinter der Argentinierin Andrea Ávila und auch im Dreisprung sicherte sie sich mit 12,90 m die Silbermedaille hinter Ávila. 1995 gewann sie bei den Südamerikameisterschaften in Manaus mit 6,16 m die Silbermedaille im Weitsprung hinter Ávila und auch im Dreisprung gewann sie mit 13,07 min hinter Ávila die Silbermedaille. Anschließend startete sie im Weitsprung bei der Sommer-Universiade in Fukuoka und gelangte dort mit 5,80 m auf Rang elf. Im Jahr darauf gewann sie bei den Ibero-Amerikanischen Meisterschaften in Medellín 6,24 m die Bronzemedaille hinter der Kubanerin Lissette Cuza und ihrer Landsfrau Maurren Higa Maggi. 1997 gewann sie bei den Südamerikameisterschaften in Mar del Plata mit 13,30 m die Bronzemedaille im Dreisprung hinter der Argentinierin Andrea Ávila und ihrer Landsfrau Maria de Souza. Anschließend schied sie bei den Weltmeisterschaften in Athen mit 5,92 m in der Weitsprungqualifikation aus. Kurz darauf verpasste sie bei den Studentenweltspielen in Catania mit 13,28 m den Finaleinzug im Dreisprung und belegte mit der brasilianischen 4-mal-100-Meter-Staffel in 46,31 s den sechsten Platz. 1999 siegte sie mit 13,90 m im Dreisprung bei den Südamerikameisterschaften in Bogotá und sicherte sich im Weitsprung mit 6,81 m die Silbermedaille hinter ihrer Landsfrau Maurren Higa Maggi. Anschließend belegte sie bei den Panamerikanischen Spielen in Winnipeg mit 6,13 m den achten Platz im Weitsprung, ehe sie bei den Weltmeisterschaften in Sevilla mit 6,00 m in der Vorrunde ausschied. Im Jahr darauf gewann sie bei den Ibero-Amerikanischen Meisterschaften in Rio de Janeiro mit 6,28 m die Bronzemedaille im Weitsprung hinter ihrer Landsfrau Maurren Higa Maggi und Andrea Ávila aus Argentinien und im Dreisprung sicherte sie sich mit 13,61 m die Silbermedaille hinter der Spanierin Carlota Castrejana. Anschließend nahm sie an den Olympischen Sommerspielen in Sydney teil und verpasste dort in beiden Disziplinen den Finaleinzug.
2001 gewann sie bei den Südamerikameisterschaften in Manaus mit 6,10 m die Silbermedaille hinter ihrer Landsfrau Maurren Higa Maggi und im Dreisprung gewann sie mit 13,48 m die Silbermedaille hinter ihrer Landsfrau Keila Costa. Im Jahr darauf gewann sie bei den Ibero-Amerikanischen Meisterschaften in Guatemala-Stadt mit 13,53 m die Bronzemedaille im Dreisprung hinter der Kubanerin Mabel Gay und der Venezolanerin Jennifer Arveláez. 2003 belegte sie bei den Südamerikameisterschaften in Barquisimeto mit 5,36 m den neunten Platz im neunten Platz im Weitsprung und gewann im Dreisprung mit 13,42 m die Silbermedaille hinter ihrer Landsfrau Keila Costa. Im Jahr darauf belegte sie bei den Ibero-Amerikanischen Meisterschaften in Huelva mit 6,34 m den fünften Platz im Weitsprung und gewann mit der 4-mal-100-Meter-Staffel in 44,13 s die Bronzemedaille hinter den Teams aus Kuba und Kolumbien. Anschließend nahm sie mit der Staffel an den Olympischen Sommerspielen in Athen teil und schied dort mit 43,12 s im Vorlauf aus. 2005 siegte sie mit 6,39 m im Weitsprung bei den Südamerikameisterschaften in Cali und gewann im 100-Meter-Lauf in 11,46 s die Bronzemedaille hinter ihrer Landsfrau Lucimar Aparecida de Moura und Melisa Murillo aus Kolumbien. Zudem gewann sie mit der Staffel in 44,35 s gemeinsam mit Lucimar Aparecida de Moura, Raquel da Costa und Thatiana Regina Ignácio die Silbermedaille hinter dem kolumbianischen Team. Anschließend belegte sie mit der Staffel bei den Weltmeisterschaften in Helsinki mit 42,99 s im Finale den fünften Platz. Im Jahr darauf gewann sie bei den Ibero-Amerikanischen Meisterschaften in Ponce mit 6,25 m die Silbermedaille im Weitsprung hinter Keila Costa und 2007 siegte sie bei den Südamerikameisterschaften in São Paulo in 43,54 s in der 4-mal-100-Meter-Staffel gemeinsam mit Thaíssa Presti, Lucimar Aparecida de Moura und Thatiana Regina Ignácio. Anschließend schied sie bei den Panamerikanischen Spielen in Rio de Janeiro mit 11,82 s in der ersten Runde über 100 Meter aus und belegte mit der Staffel in 44,14 s den sechsten Platz. Daraufhin verpasste sie bei den Weltmeisterschaften in Osaka mit der Staffel mit 44,64 s den Finaleinzug. 2008 gewann sie bei den Ibero-Amerikanischen Meisterschaften in Iquique mit der Staffel in 44,99 s die Silbermedaille hinter dem kolumbianischen Team. Im Juli 2009 bestritt sie in Brasilien ihre letzten offiziellen Wettkämpfe und beendete daraufhin ihre aktive sportliche Karriere im Alter von 39 Jahren.
In den Jahren von 1999 bis 2001 wurde dos Santos brasilianische Meisterin im Dreisprung sowie 2007 über 100 Meter und 1996 im Weitsprung.

## Persönliche Bestleistungen
- 100 Meter: 11,40 s (+0,3 m/s), 30. Mai 2004 in Cochabamba
- Weitsprung: 6,81 m (+1,7 m/s), 26. Juni 1999 in Bogotá
- Dreisprung: 14,01 m (+1,5 m/s), 18. Juni 2000 in São José do Rio Preto